# Jeanne d’Arc Debonheur
Jeanne d'Arc Debonheur, là một luật sư và chính trị gia người Rwanda đã từng là bộ trưởng nội các của người tị nạn và quản lý thiên tai kể từ ngày 30 tháng 8 năm 2017.

## Hoàn cảnh và giáo dục
bà sinh ngày 19 tháng 4 năm 1978, và theo học các trường Rwandan địa phương để theo học chương trình dự bị đại học. bà có bằng Thạc sĩ Luật, lấy được vào năm 2012, từ Đại học Quốc gia Rwanda.

## Sự nghiệp
bà bắt đầu sự nghiệp của mình vào năm 2008, làm việc với tư cách là Nhà đăng ký tại Tòa án thương mại, có trụ sở tại Musanze và Nyarugenge, phục vụ trong khả năng đó cho đến năm 2011. Từ năm 2011 đến năm 2012, bà làm việc với tư cách là Cố vấn pháp lý và Cố vấn tại Phòng đại biểu của Quốc hội lưỡng viện Rwanda. Trong thời gian ba tháng, từ tháng 1 năm 2013 đến 23 tháng 4 năm 2013, bà là Chuyên viên pháp lý trong "Cơ quan quản lý môi trường Rwanda" (REMA).
Từ ngày 24 tháng 4 năm 2013, bà làm việc như một chuyên gia về soạn thảo lập pháp và là cố vấn pháp lý cho Thượng viện Rwanda, phục vụ trong khả năng đó cho đến ngày 29 tháng 8 năm 2017. Vào ngày 31 tháng 8 năm 2017, bà đã tuyên thệ nhậm chức Bộ trưởng Quản lý thiên tai và các vấn đề tị nạn.

## Cuộc sống cá nhân
Jeanne Keyboardrc Debonheur là một người mẹ có ba con.